# Szelli Jachimowicz
Szelli Jachimowicz (ur. 28 marca 1960 w Kefar Sawie) – izraelska polityk i dziennikarka, od 2006 poseł do Knesetu, w latach 2011–2013 przewodnicząca Izraelskiej Partii Pracy.

## Życiorys
Jej rodzice pochodzą z Polski. Służbę wojskową zakończyła w stopniu porucznika. Ukończyła studia z nauk behawioralnych, psychologii, socjologii, antropologii na Uniwersytecie Ben Guriona w 1985 roku. W latach 1986–2000 była dziennikarką radia Kol Israel, a od 2000 do 2005 roku pracowała w izraelskim Kanale 2.
Po raz pierwszy wybrana do Knesetu w wyborach w 2006, z ramienia Partii Pracy. Zasiadała w Knesetach XVII, XVIII, XIX, XX i XXI kadencji

## Życie prywatne
Ma dwójkę dzieci, posługuje się językiem polskim.